# 沿山镇 (贵定县)
沿山镇，是中华人民共和国贵州省黔南布依族苗族自治州贵定县下辖的一个乡镇级行政单位。
2014年2月25日，贵州省人民政府批复同意贵定县部分乡镇行政区划调整，新设置的沿山镇辖原沿山镇及原巩固乡的杨柳村、新龙村、石板村、森山村、威远村，镇人民政府驻沿山村。

## 行政区划
沿山镇下辖以下地区：
沿山社区、沿山村、乐雍村、香山村、春光村、和平村、底至村、星溪村、杨柳村、新龙村、石板村、森山村和威远村。